# Rainer Stenius
Rainer Stenius   (Hèlsinki, 19 de març de 1943 - Espoo, 5 de desembre de 2014) fou un atleta finlandès, especialista en el salt de llargada, que va competir durant la dècada de 1960.
En el seu palmarès destaca una medalla de plata en la prova del salt de llargada del Campionat d'Europa d'atletisme de 1962, rere Íhor Ter-Ovanessian. així com el campionat finlandès de 1962, 1965 i 1966. El 1965 guanyà el Campionat Nòrdic de l'especialitat. Va igualar el rècord nacional del salt de llargada amb 8,04 metres el 7 d'agost de 1965 i el millorà amb un salt de 8,16 metres el 6 de maig de 1966. Aquest rècord fou igualat el 1989 per Jarmo Kärnä i superat el 2005 per Tommi Evilä.

## Millors marques
- Salt de llargada. 8.16 metres (1966)[7]